# Циклогексанон
Ци́клогексано́н — органічна сполука з хімічною формулою C6H10O. Молекула — шестичленний цикл з карбонільною функціональною групою. Циклогексанон — безбарвна масляниста рідина з запахом ацетону та м'яти. З часом, внаслідок окиснення повітрям, рідина набуває жовтявого кольору. Циклогексанон слабкорозчинний у воді (5—10 г/100 мл), але змішуваний зі звичайними органічними розчинниками. Оскільки циклогексанон важлива сировина для виробництва нейлону (через виробництво капролактаму перегрупуванням Бекмана, щорічне його виробництво складає мільйони тон.